# Arundel Castle

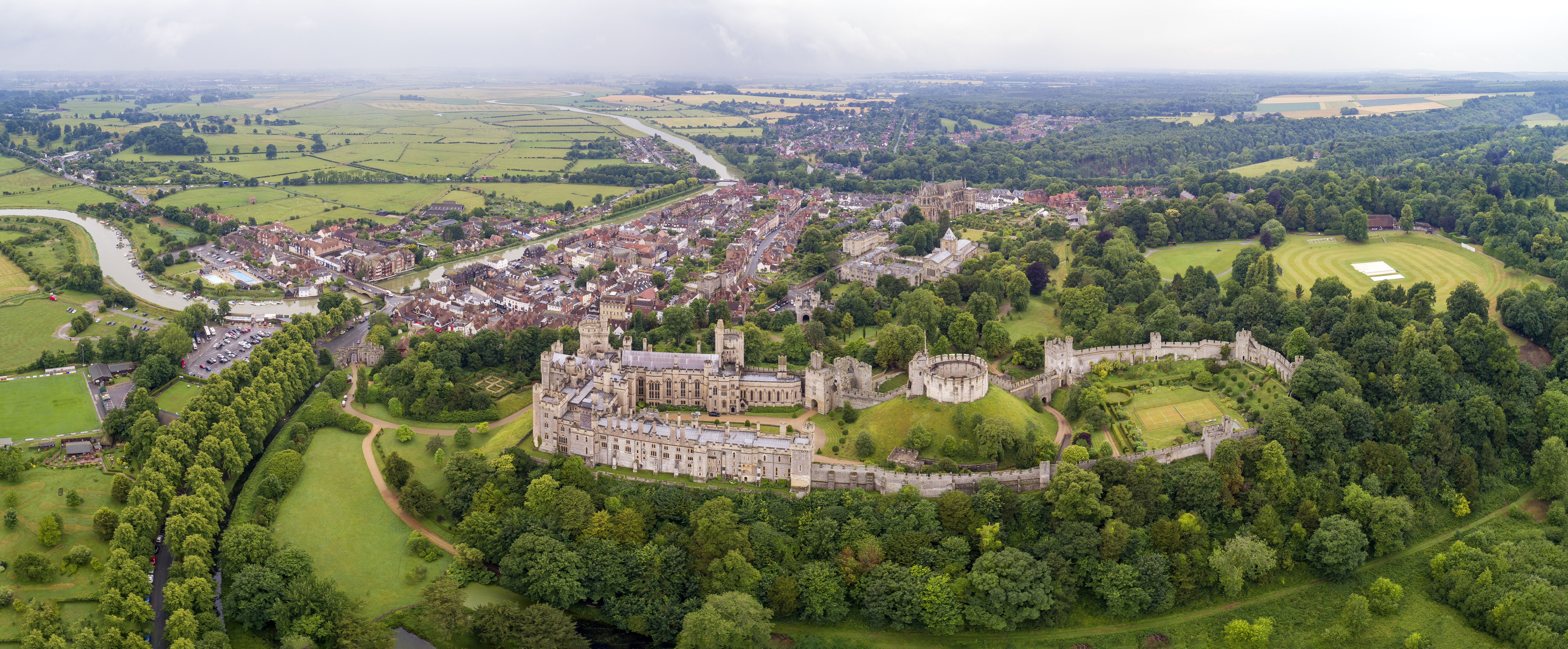
Arundel Castle-Luftbild 2017

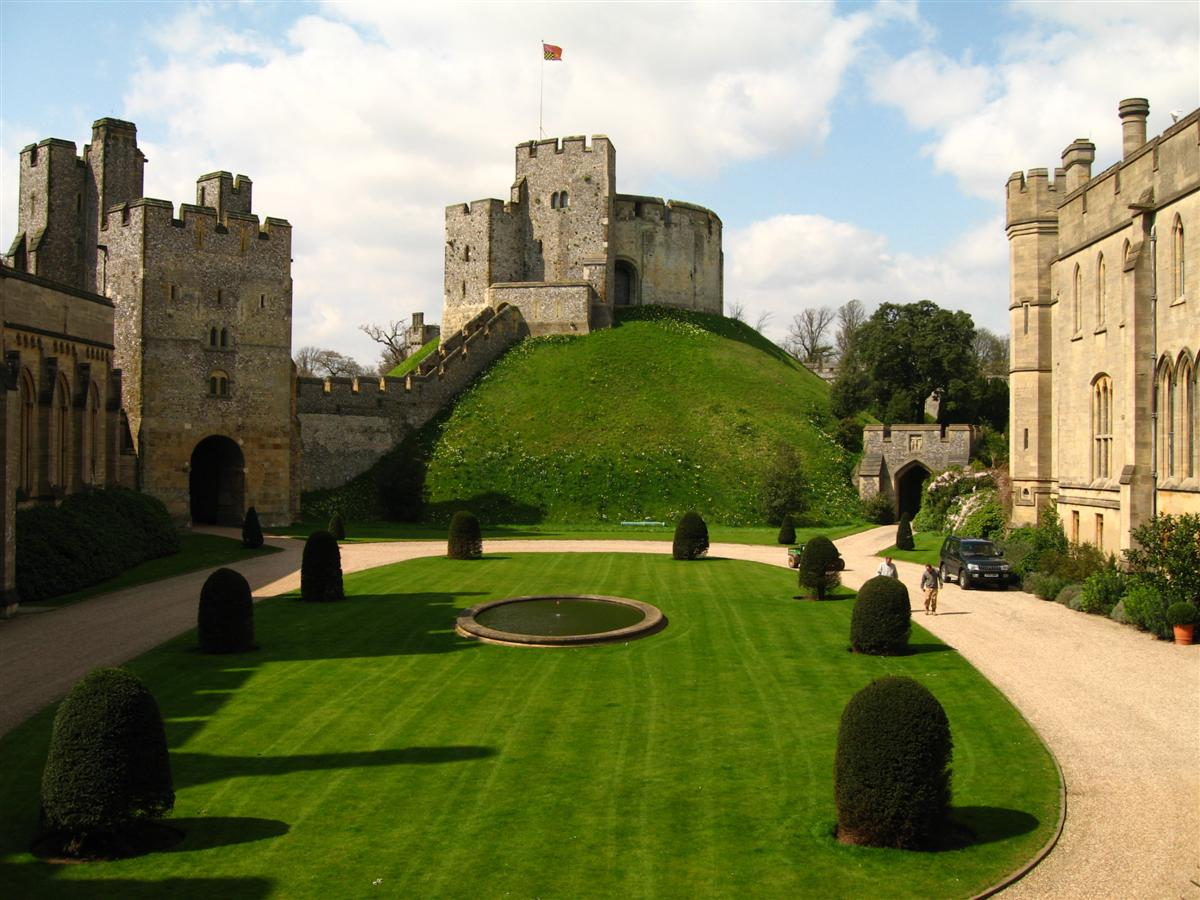
Die zur Steinburg ausgebaute Motte als historischer Kern des Schlosses

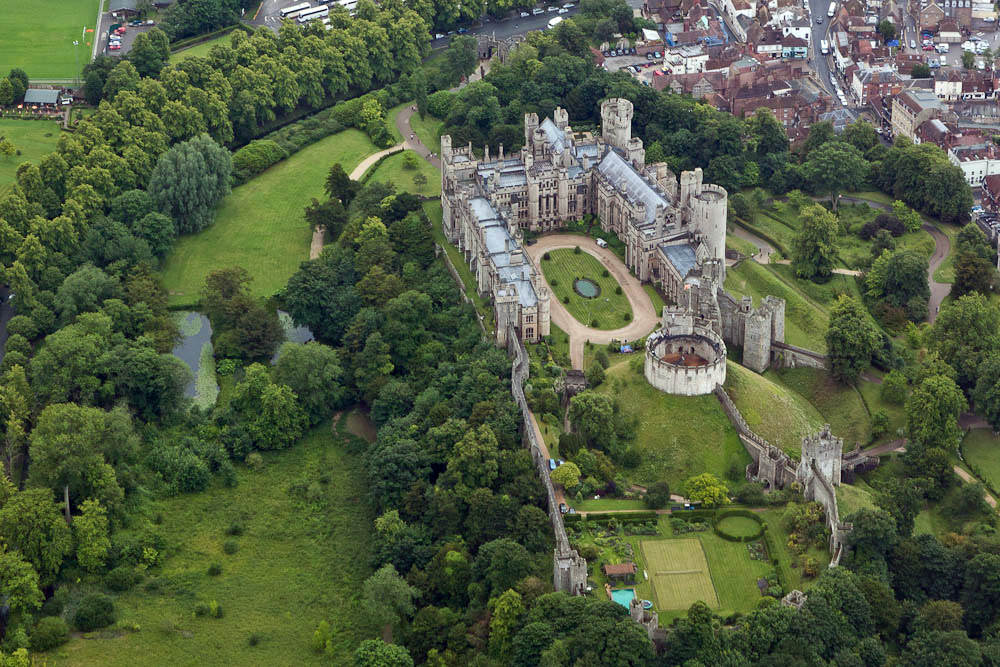
Blick auf die Gesamtanlage

Arundel Castle [ærəndəl oder in lokaler Aussprache ɑːndəl] ist ein Schloss in der Ortschaft Arundel in der Grafschaft West Sussex: Es ist eine der besterhaltenen mittelalterlichen Burgen und eines der eindrucksvollsten Schlösser Britanniens und wurde im 11. Jahrhundert in der Zeit von Eduard dem Bekenner in typischer Festungsbauweise mit Zinnen und Zugbrücken erbaut und unter Roger de Montgomerie, 1. Earl of Shrewsbury vollendet. Im englischen Bürgerkrieg wurde die Burg beschädigt und im 18. und 19. Jahrhundert restauriert.
Seit 1141 bis heute ist das Anwesen der standesgemäße Sitz des Earls of Arundel, der seit 1660 auch den Titel Duke of Norfolk trägt: Der 16. Herzog hatte geplant, die Burg dem National Trust  zu übergeben, aber nach seinem Tod 1975 stornierte der 17. Herzog das Vorhaben; er gründete stattdessen eine unabhängige, gemeinnützige Stiftung, um die Zukunft des Schlosses zu sichern, und beaufsichtigte die Restaurierungsarbeiten.
Der Großteil des Schlosses kann gegen ein Eintrittsgeld besichtigt werden, ausgenommen sind lediglich die privaten Räume. Auch finden regelmäßig Veranstaltungen statt, vorzugsweise mittelalterliche Ritterturniere, aber auch Freiluft-Theatervorstellungen.

## Schloss
Ursprünglich wurde das Schloss als Erdhügelburg auf einer Motte erbaut und sollte die Mündung des Flusses Arun (vormals Tarrant, dann nach der Ortschaft benannt) gegen Invasionen schützen. Im Lauf der Jahrhunderte wurde sie zum Schloss erweitert und mehrfach umgebaut: Innerhalb von Arundel Castle befindet sich z. B. die ursprünglich zur Anlage gehörende FitzAlan-Kapelle, die heute ein privates Mausoleum ist und als Grabstätte für die Herzöge von Norfolk genutzt wird.
An der Stelle der unteren Vorburg befindet sich ein Viereck mit Türmen und Schornsteinen. Im Schloss stellt die Baronenhalle das Kernstück der Räumlichkeiten dar: Sie ist 40 Meter lang, 15 Meter hoch und durch eine massive Eichendecke gekennzeichnet. Die Innenausstattung zeigt eine reichhaltige und vielseitige Sammlung von Möbeln, Gemälden, Wandteppichen und wertvollen Artefakten der viktorianischen Zeit. Die Waffenkammer beinhaltet Kampf- und Zeremonienwaffen. Im „kleinen Salon“ finden sich Landschaftsgemälde und Porträts von Canaletto. Der heraldische Kamin des Salon und die weiß-goldenen Möbel des Victoria Rooms wurden 1846 speziell für einen königlichen Besuch in Auftrag gegeben. Die Suite, in denen Königin Victoria wohnte, ist heute Teil der privaten Apartments der Familie, aber die Möbel sind der Öffentlichkeit zugänglich: Zu sehen sind unter anderem das Bett der Königin, das Gästebuch mit bedeutenden Unterschriften sowie ihre Toilette.
Neben der Gemäldegalerie und der 37 Meter langen Regency-Bibliothek aus Mahagoni mit rund 10.000 Büchern beeindruckt der prachtvolle Speisesaal mit seinen Lanzettfenstern, die an eine Kapelle erinnern. Dieser Raum befindet sich in der ehemaligen mittelalterlichen Kapelle und ist mit edlen Möbeln, Besteck und Erinnerungsstücken ausgestattet – insbesondere dem Krönungshuldigungsstuhl von Königin Victoria und einer Vitrine, die unter anderem die Rosenkranzperlen enthält, die Maria Stuart bei ihrer Hinrichtung am Gürtel trug.
Die Südpassage ist ein ovaler Bergfried mit Ringmauer, einem Teil des inneren Torhauses sowie mehreren Türmen.

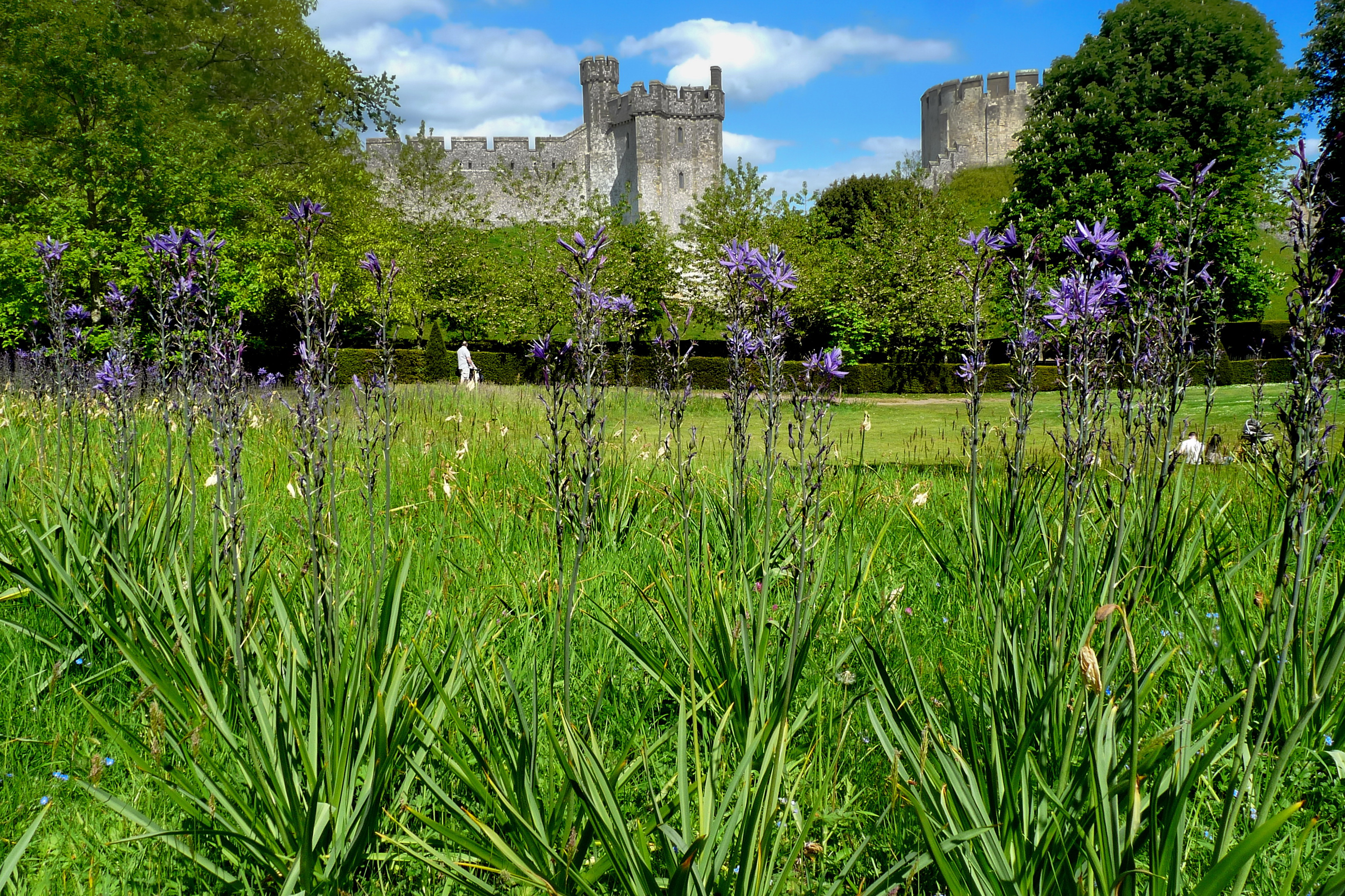
Prärielilien im Park vor dem Castle

## Landschaftspark und Gärten
Von dem in Hufeisenform auf einem Hügel angelegten Gebäudekomplex des großen Schlosses ergibt sich der Blick auf die rund um das Schloss großzügig angelegten Park- und Gartenanlagen, die rund 40 Acres (ca. 18 ha) umfassen. In dem Landschaftspark mit altem Baumbestand, unter anderem mit alten Korkeichen und Gingkobäumen, sind mehrere Themengärten eingeschlossen. Dabei bilden das erhöht liegende Schloss und die entgegengesetzt liegende große Kathedrale von Arundel die Kulisse.
Die geschützte Lage aller Gärten ermöglicht es vielen empfindlichen Pflanzen wie Cannas, Salvien, Bananen und Palmen, den ganzen Winter über im Freiland im Boden zu bleiben. Eine besondere Attraktion sind im Frühjahr über eine Million Tulpen, die in den letzten Jahren in Park und Gärten ausgepflanzt wurden und sowohl auf den Rabatten als auch halbverwildert inmitten der Rasenflächen blühen. Das von Mitte April bis Anfang Mai stattfindende Tulip Festival gilt als eine der besten Tulpenpräsentationen in Europa und findet vor der Kulisse des Schlosses und der Gärten statt.
Zu den ummauerten Gärten gehören unter anderem der international bekannte und ausgezeichnete Collector Earl’s Garden: Dieser wurde 2008 von Charles, Prince of Wales eröffnet und ist ein Denkmal für den 21. Earl of Arundel Thomas Howard (1585–1646), einen Kunstsammler, bekannt als „The Collector Earl“. In diesem Garten gibt es auch unter großen Hainbuchen die Eichenpagoden, den Oberon-Palast mit seiner schwebenden Krone sowie Wasserfontänen und Bäche, die den örtlichen Fluss darstellen.

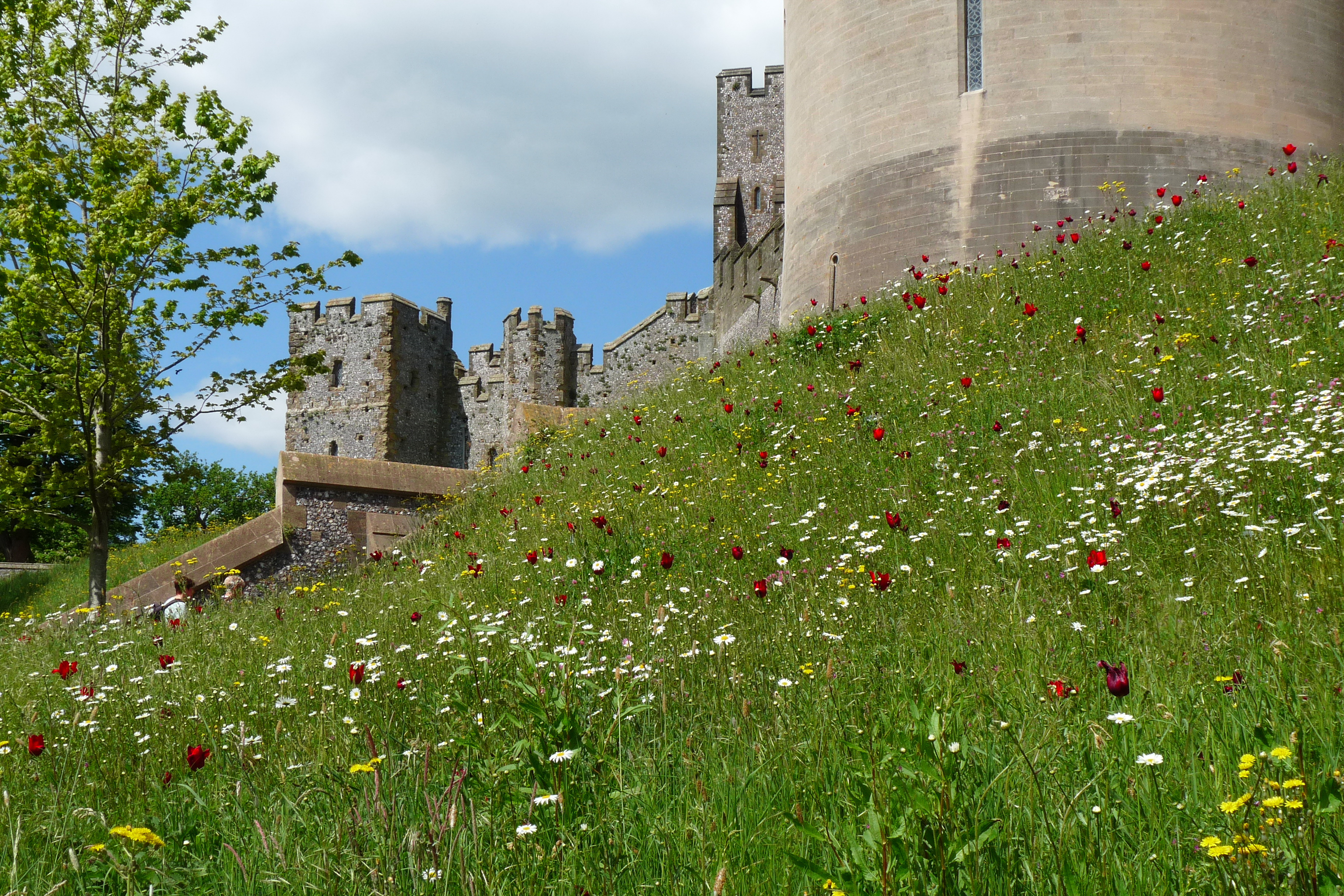
Im Mai zieren Tausende Tulpen die Wallanlagen und Parkflächen rund um das Castle

Ein preisgekrönter Garten nennt sich The Stumpery („Die Stümpfe“): Ihn charakterisieren die bizarren umgedrehten Wurzeln alter Eiben-, Edelkastanien- und Eichenstümpfe, die als Opfer der Stürme im Oktober 1987 vor Ort ihre Weiterverwendung fanden. In ihnen blühen heute im Frühling viele verschiedene kleinwüchsige Wildtulpenarten. Später kommen hier dann Lupinen und Martagon-Lilien zwischen Farnen und Euphorbien zur Wirkung.
Ebenfalls preisgekrönt ist der Wassergarten, der vor einigen Jahren restauriert wurde. Die FitzAlan-Kapelle verfügt über einen eigenen Garten, als Weißer Garten bezeichnet. Ein Rosengarten, auf einem ehemaligen mittelalterlichen Bowlingplatz wurde neu mit historischen englischen Rosen bepflanzt. Im üppigen Bio-Küchengarten steht ein restauriertes Wein- und Pfirsichhaus aus dem Jahr 1852. In diesem wächst subtropisches Obst und Gemüse. Im Blumengarten steht auch der Nachbau eines alten viktorianischen Tropenhauses.